# Casa Thomas Hope
La casa Thomas Hope es un rancho histórico ubicado en Santa Bárbara (California), Estados Unidos. Construida en 1875, la casa tuvo varios propietarios antes de ser renovada en 1968. La casa fue designada como monumento histórico del condado de Santa Bárbara en 1969 y se agregó al Registro Nacional de Lugares Históricos en 1978.

## Historia
Alrededor de 1850, Thomas Hope se mudó a Santa Bárbara con su esposa para criar ovejas y ganado. El negocio de Hope tuvo éxito y rápidamente se convirtió en uno de los hombres más ricos del área de Santa Bárbara. En 1875, Hope eligió construir una casa estilo rancho e invirtió $10 000 al proyecto. Hope reclutó al famoso arquitecto local Peter Barber para diseñar la casa. Barber había diseñado previamente varios edificios de estilo victoriano en la zona.
Hope murió de cáncer de estómago en 1876, poco después de que se fuese completada la casa. Su esposa e hijos continuaron viviendo en ella hasta 1888, momento en el que se vendió a Pacific Improvement Company, que era parte de Southern Pacific Railroad. En 1919, Railroad vendió la propiedad a Maurice Heckser. Heckser, a su vez, la vendió a Harold S. Chase en 1924–25, un personaje responsable de la creación y desarrollo de la comunidad Hope Ranch (California). Después, la propiedad se utilizó como sede del Hope Ranch Park.
En 1967, la casa se vendió a E. George y Vivian Obern. Los Obern la encontraron en mal estado y el gobierno local amenazó con demolerla si no se hacían las reparaciones. Los Oberns optaron por renovarla en lugar de demolerla. La renovación comenzó en la primavera de 1968 y se mejoraron los baños, la cocina, cableado, plomería, tuberías de gas y un horno. En la medida de lo posible, los Obern trataron de reemplazar los accesorios y muebles originales con materiales rescatados de casas antiguas.

## Arquitectura
Es de arquitectura victoriana, con una escalera central que lleva a los visitantes hasta cuatro habitaciones a cada lado de la propiedad. Originalmente incluía una chimenea de carbón.